# 安達史人
安達 史人（あだち ふみと、1943年 - 2024年9月30日）は福井県出身のブックデザイナー、編集者、著述家。
「木の聲舎」代表。武蔵野美術大学機関誌「武蔵野美術」の元編集主幹兼アートディレクター。元武蔵野美術大学講師。
「あらちふみと」「森 魚名」名義での著書・寄稿も存在する。

## 来歴
東京芸術大学美術学部芸術学科卒業。

## 著書

### 単著
- 『印刷・製版テクニック:デザイナー・編集者のための入門書』美術出版社《新技法シリーズ》、1979年
- （編著）『資料・装飾文様』グラフィック社、1979年
- 『神々の悲劇─ギリシア神話世界の光と闇』北宋社、1983年
- 『印刷・製版の表現技法:デザイナー・編集者・印刷需要者のための入門書』美術出版社《新技法シリーズ》、1993年
- 『言葉空間の遠近法:安達史人インタビュー集』右文書院、2002年
- 『日本文化論の方法:異人と日本文学』右文書院、2002年
- 『漢民族とはだれか:古代中国と日本列島をめぐる民族・社会学的視点』右文書院、2006年
- 『東国武士政権 : 日記「玉葉」が捉えた鎌倉幕府の展開と、悲劇の武士たち』批評社、2018年
- 『天皇学入門 : われわれ日本人は、天皇をどう捉えてきたのか』批評社、2022年
- 『「徳川実紀」を読む(近世日本の光と影 ; 1)』静人舎、2024年

### 共著
- 『大衆としての現在:極言私語』語り：吉本隆明、聴き手・安達史人、北宋社、1984年
- （監修）『面白いほどよくわかる家紋のすべて:発祥の由来や歴史的背景から見えてくる家紋の姿』日本文芸社《学校で教えない教科書》、2008年
- （監修）『図解家紋がよくわかる:家紋をひもとくことで見えてくる自分のルーツ』日本文芸社《図解日文新書 No.355》、2010年
- 金石範『《火山島》小説世界を語る!:済州島四・三事件/在日と日本人/政治と文学をめぐる物語』インタビュアー：安達史人・児玉幹夫、写真：内田亜里、右文書院、2010年
- （監修）『面白いほどよくわかる家紋のすべて:歴史的背景から自分自身のルーツが見えてくる!』日本文芸社《学校で教えない教科書》、2012年

### 森魚名 名義の小説
- 『偽装恋愛：ある痴人の告白』彩流社、2017年
- 『処女幻想譚：続・ある痴人の告白』彩流社）2018年
- 『鷹の台の黄昏』静人舎、2023年